# Josefina de Vasconcellos

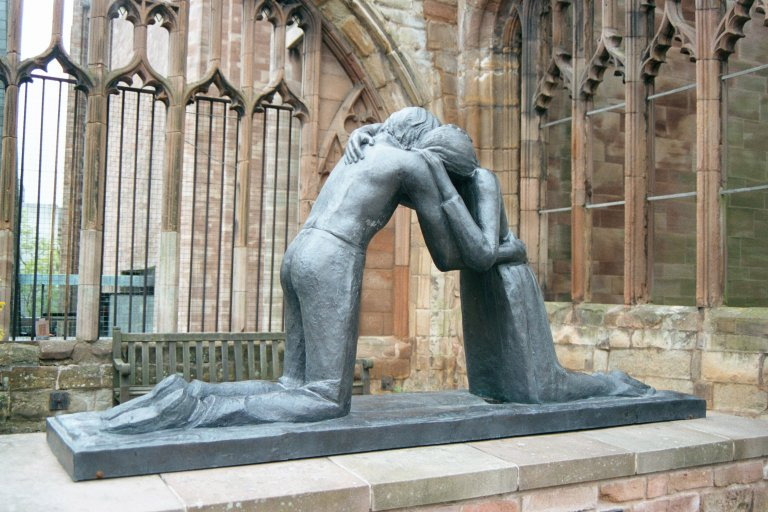
Réplica en molde de Reconciliación en las ruinas de la nave central de la catedral de Coventry.

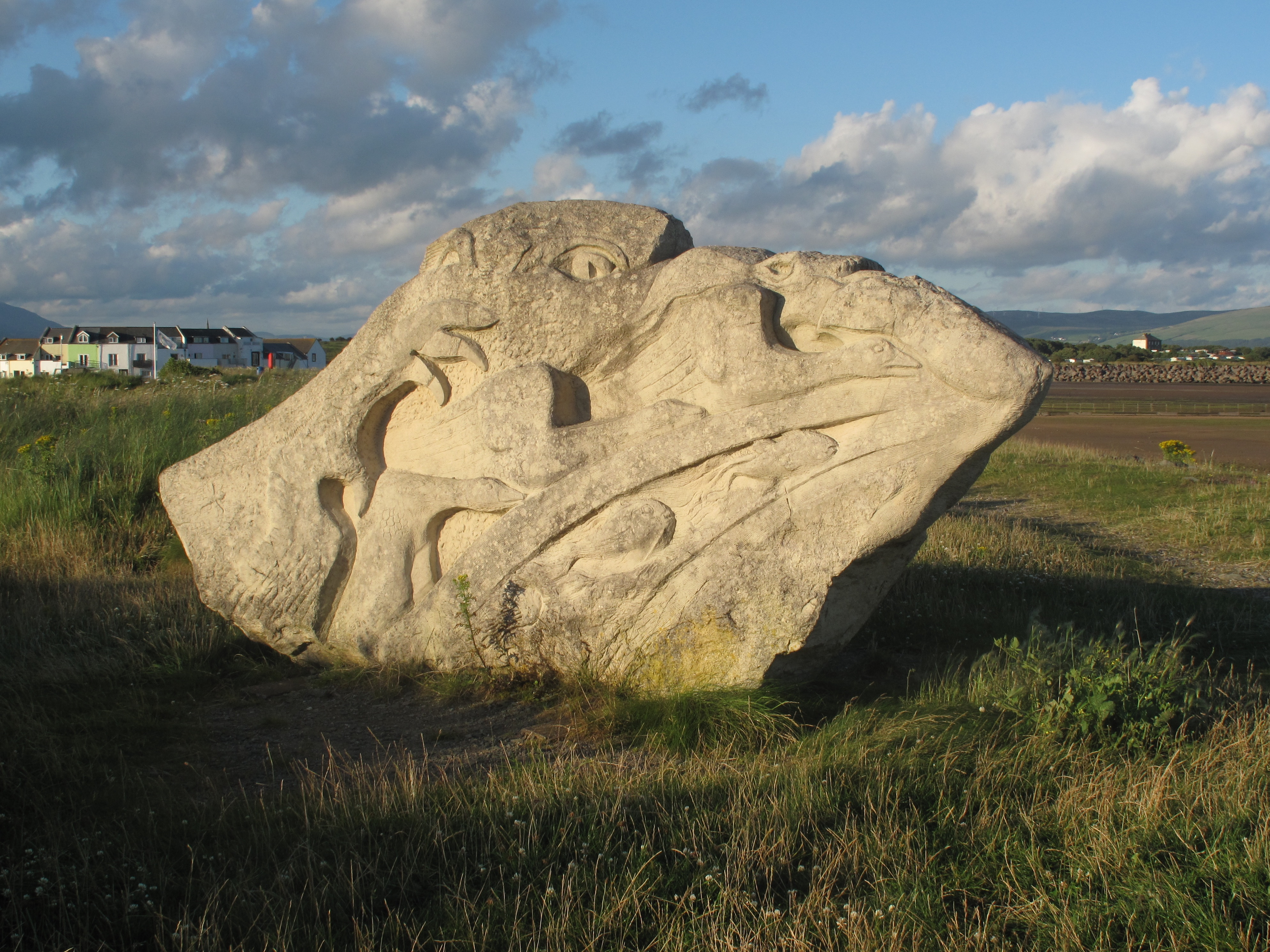
Escape a la luz, escultura por De Vasconcellos en Haverigg, Cumbria.

Josefina Alys Hermes de Vasconcellos (26 de octubre de 1904 - Blackpool, 20 de julio de 2005) fue una escultora inglesa. Vivió casi toda su vida en Cumbria, donde desarrolló una obra de temática cristiana. Entre sus trabajos más conocidos figuran Reconciliación (Universidad de Bradford, catedral de Coventry y otras réplicas); Sagrada Familia (Liverpool, catedral de Gloucester); María e Hijo (catedral de Saint Paul), Natividad en St Martin-in-the-Fields (Trafalgar Square), El peso de nuestros pecados (Palacio del Obispo, en Wells), entre otros.

## Biografía
Fue la única hija del matrimonio del diplomático brasileño Hippolyto de Vasconcelos Pederneiras y de Freda Coleman, hija de un cuáquero inglés, quienes la alentaron desde pequeña a que desarrollara su talento artístico. Sus primeras lecciones de dibujo fueron en la Escuela de Arte de Bournemouth y en el Politécnico de Regent Street bajo la supervisión de Howard Bronwsword. En 1921 obtuvo una beca para la Royal Academy of Arts y estudió con William McMillan. Estudió con Libero Andreotti y Guido Callore en Florencia y en la Académie de la Grande Chaumière de París, donde fue discípula de Antoine Bourdelle, uno de los asistentes de Auguste Rodin.
El primer trabajo por encargo que recibió De Vasconcellos fue en 1924 para la iglesia de Saint Valéry en Varengeville-sur-Mer, Normandía. Se trataba de una figura reclinada en tamaño real de Valerio de Leuconay, a colocarse bajo la piedra del altar.
Regresó a Inglaterra para estudiar en la Royal Academy Schools. En 1930 estuvo entre los finalistas del Premio de Roma y conoció al artista y predicador anglicano laico Delmar Harmood Banner (1896-1983) y se casaron ese mismo año. Ella no supo que su esposo era homosexual hasta después del casamiento, pero convivió con él hasta que enviudó en 1983. A pesar de haber recibido una educación atea, ingresó a la iglesia de Inglaterra y orientó la temática de su trabajo artístico a la fe cristiana.
Se mudaron en 1939 a The Bield, una casa de campo en Little Langdale, en el Distrito de los Lagos. Mientras ella trabajaba en su taller Banner pintaba paisajes de la región. En 1940 adoptaron dos niños varones rescatados del bombardeo de Londres, Brian y Billy. Mientras duró la guerra hallaron refugio en su residencia el pintor Gilbert Spencer, el poeta Norman Nicholson la escritora Beatrix Potter, entre otras personas. En 1967 ayudaron a fundar el Centro Beckstone para niños discapacitados (de la organización Outward Bound), en Beckstones, en el valle de Duddon. En 1975 creó la fundación The Harriet Trust, a orillas del estuario de Duddon, en Millom, con el propósito de que niños discapacitados pudieran disfrutar de vacaciones en un entorno natural con instalaciones especialmente diseñadas para ellos. Se utilizó como espacio recreativo un barco de pesca de arrastre modificado llamado The Harriet, que le dio nombre a la fundación. Por este tipo de iniciativas de Vasconcellos recibió en 1985 la Orden del Imperio Británico.
Realizó numerosos trabajos de gran porte en los que expresó un estilo naturalista de escultura, a contramano de las corrientes en boga de su época, que se orientaban a estilos más abstractos como los de Henry Moore y Barbara Hepworth. La mayor parte de sus más importantes trabajos son religiosos y sus esculturas se encuentran en parroquias y catedrales de toda Gran Bretaña. Entre ellas la catedral de Saint Paul, Coventry, Blackburn, Bristol, Carlisle, Gloucester, Liverpool, Norwich y Wells y en parroquias como St Bees Priory y la iglesia de St Mary en Warrington.
En 1948 se convirtió en la primera mujer escultora en integrarse a la Real Sociedad Británica de Escultores y participó de la fundación de la Society of Portrait Sculptors (Sociedad de Escultores de retratos). También fue música y compositora, poeta, bailarina e inventora.
Después de la Segunda Guerra Mundial creó varios memoriales de guerra, entre ellos Prince of Peace (1950) en Aldershot (restaurado en 1998); The Last Chimaera (1950), para la iglesia Canongate Kirk en Edimburgo; y The Hand (1955) para St. Bees' School en Cumbria. En 1955, con la ayuda de estudiantes de la escuela londinense de St Paul's, creó Mary and Child, una obra que se instaló en la cripta de la catedral de Saint Paul. En 1959 recibió el encargo del vicario de St Martin-in-the-Fields para construir anualmente una representación navideña en tamaño real, que sería exhibida en Trafalgar Square en Navidad. La primera fue exhibida en la Navidad de 1959 y en años posteriores también recorrió otras iglesias del país.
En 1977, en apoyo a la creación del Departamento de Estudios para la Paz en la Universidad de Bradford, ofreció una réplica de una pieza de bronce que había creado un par de décadas antes con el título de Reunion (Reencuentro). Se instaló en el espacio frente a la biblioteca «J. B. Priestley», en el campus universitario. La inauguración fue el 4 de mayo de 1977 y estuvo a cargo del Premio Nobel de la Paz Seán MacBride. Él y la escultora recibieron doctorados honoris causa en la misma ceremonia. En 1994 fue reinstalada luego de que la propia autora la restaurara en su taller y se cambió el nombre a Reconciliación, más acorde al espíritu de la obra y al propósito del departamento de Estudios para la Paz.
En 1995, para la celebración del cincuentenario del fin de la Segunda Guerra Mundial, se colocaron réplicas de bronce de esta escultura en las ruinas de la catedral de Coventry, en el Monumento de la Paz de Hiroshima en Japón y en el predio del castillo de Stormont en Belfast. Para celebrar la reapertura del reconstruido edificio del Reichstag de Berlín en 1999, se colocó otra réplica en la Capilla de la Reconciliación (Kapelle der Versöhnung) en la zona del memorial del muro de Berlín.
Su estado de salud la obligó a dejar Little Langdale en 1988 y por un tiempo se alojó en Isel Hall, cerca de Cockermouth. Después se trasladó a una pequeña casa de campo en Peggy Hill, Ambleside. Continuó con su trabajo creativo hasta bien entrados los noventa años. En 2001 creó su última obra, Escape to Light (Escape a la luz), para homenajear al personal del Independent Off-Shore Rescue Service. Fue instalada en Haverigg, Cumbria.
Falleció el 20 de julio de 2005 a las 6 AM, a los cien años, en el asilo de ancianos Orchard Lodge, en Blackpool.